# Salmilampi (sjö i Lappland)
Salmilampi är en sjö i Finland. Den ligger i kommunen Posio i landskapet Lappland, i den nordöstra delen av landet, 600 km norr om huvudstaden Helsingfors. Salmilampi ligger 240,7 meter över havet. Arean är 16,8 hektar och strandlinjen är 2,3 kilometer lång. Sjön  ingår i Ijo älvs huvudavrinningsområde. 